# Xyris longibracteata
Xyris longibracteata là một loài thực vật hạt kín trong họ Hoàng đầu. Loài này được Britton & P.Wilson miêu tả khoa học đầu tiên năm 1916.